# Oreodera affinis
Oreodera affinis là một loài bọ cánh cứng trong họ Cerambycidae.